# 마이사카역
마이사카역(일본어: 舞阪駅 마이사카에키[*])은 일본 시즈오카현 하마마쓰시 주오구에 있는 도카이 여객철도의 철도역이다.

## 역 구조
2면 3선 구조의 지상역이다. 역사는 선상 구조이다.
하마마쓰역이 관리하는 업무 위탁역으로, 영업은 도카이 교통 사업이 대신 하고 있다.

### 승강장
| 1 | ■ 도카이도 본선 | 도요하시 · 나고야 방면   |               |
| 2 | ■ 도카이도 본선 | 하마마쓰 · 시즈오카 방면 |               |
| 3 | (예비 승강장)   | (예비 승강장)            | (예비 승강장) |

## 역세권 정보
- 하마나호
- 국도 제1호선

## 역사
- 1888년 9월 1일 - 관설철도 (뒷날의 일본국유철도) 도카이도 본선 하마마쓰 역 ~ 오부 역 구간의 개통과 동시에 "마고리 역"으로 개업. 같은 해 12월 1일 "마이사카 역"이 되었다.
- 1987년 4월 1일 - 민영화에 따라 도카이 여객철도의 소속이 되었다.
- 2008년 3월 1일 - TOICA의 사용이 개시되었다.

## 인접역
| 도카이 여객철도 도카이도 본선   | 도카이 여객철도 도카이도 본선 | 도카이 여객철도 도카이도 본선 |
| ------------------------------- | ----------------------------- | ----------------------------- |
| 다카쓰카 하마마쓰·시즈오카 방면 | ■ 도카이도 본선               | 벤텐지마 도요하시·나고야 방면 |